# Drăgășani
Drăgăşani és una municipalitat situada a la Província de Vâlcea, al sud-est de Romania, amb una població de 22.499 habitants i una superfície de 44,57 km².

## Història
El 19 de juny de 1821, durant la Guerra d'independència de Grècia, els otomans van derrotar els soldats d'Aléxandros Ypsilantis prop de la ciutat a la batalla de Drăgăşani.

## Economia
Drăgăşani viu principalment en la viticultura, la producció de sabates de lona, peces per a automòbils i comerços de la carretera. Aquesta municipalitat va ser anomenada pels mitjans de comunicació com la "capital mundial de la pirateria informàtica" el 2005.

## Ciutadans il·lustres
- Radu Vasile: Primer ministre de Romania (1998-1999)
- Mugur Isărescu: Primer ministre de Romania (1999-2000), actual Governador del Banc Nacional de Romania.
- Gib Mihăescu: Novel·lista romanès (1894-1935)
- Adela Popescu: cantant de pop i actriu romanesa.